# テッド・ヒューズ
テッド・ヒューズ （Ted Hughes, OM, 本名：Edward James Hughes,1930年8月17日 - 1998年10月28日）は、イギリスの詩人、児童文学者。1984年から死亡するときまでイギリスの桂冠詩人であった。

## 生涯
ウェスト・ヨークシャーで生まれた。実家はたばこ屋を営んでいた。10歳年上の兄、2歳年上の姉がいる。
ケンブリッジ大学ペンブルック・カレッジで英文学と人類学、考古学を学ぶ。初めての詩作を発表したのもこの頃である。仲間内のパーティーで、アメリカからの留学生シルヴィア・プラスと出会い、それからわずか四ヶ月後の1956年6月16日に二人は結婚した。
一年後、夫妻はアメリカのマサチューセッツ州西部に移り住んだ。テッドとシルヴィアはそれぞれ、アマースト大学とスミス大学で働いた。ボストンでの生活の後、1959年10月に二人はロンドンへ戻り、デヴォンへ移った。子供も二人生まれていた。しかし、1962年の秋には二人の不仲は修復しがたいほどになっていた。1963年、シルヴィアは二人の子供を残してキッチンのガス栓をひねって自殺した。
テッドは妻の死後も、以前からの不倫相手だった愛人のアッシア・ウェーヴィルとデヴォンの自宅、コート・グリーンに住み続けた。妻の遺した文学作品における管理責任者となっていた。1966年、彼は「エアリアル」を含む彼女の原稿を出版した。二人がともに過ごした最後の時期を含む、シルヴィアの日記の最後の部分がなくなっていると彼は言っているが、意図的に破棄したのか、本当に失われたのか、不明である。
シルヴィアの作品が高く評価されるにつれ、テッドとの不幸な夫婦生活が議論の対象となり、特にシルヴィアを援護するフェミニストらから、テッドは「殺人犯」として攻撃された。彼は公的に発言することを一切せず、最後の作品「バースデイ・レターズ」で二人のいびつな関係について暗示したのみである。
シルヴィアが自殺した6年後の1969年3月25日、アッシア・ウェーヴィルは自ら睡眠薬をあおり、わずか4歳の娘アレクサンドラ・タチアナ・エロイーズ・ウェーヴィル（テッドとの子供である）と共に、キッチンのガス栓をひねって心中した。締め切られた台所にはガスが充満し、敷かれたマットレスの上に二人は横たわっていた。
テッドは、1970年8月に以前より不倫関係だった愛人で看護婦のキャロル・オーチャードと再婚した。彼女とは一生を添い遂げた。ガンで死去するまで、コート・グリーンに住んでいた。彼の葬儀はノース・タウトン教会でおこなわれ、シェイマス・ヒーニーが弔辞を読んだ。遺灰はダートムーアに撒かれた。

## 作品
- The Hawk in the Rain（1957）
- Wodwo（1967）
- Crow（1970）
- Flowers and Insects（1986）
- Birthday Letters（1998）

### 児童向け作品
- The Iron Man (1968)
- What is the Truth? (1984)（ガーディアン賞受賞）
- The Iron Woman (1993)

## 訳書
- 『鉄の巨人と宇宙こうもり』神宮輝夫訳 講談社　1971
- 『クロウ 鳥の生活と歌から』皆見昭訳　英潮社事業出版　1978
- 『クジラがクジラになったわけ』河野一郎訳　旺文社ジュニア図書館　1979／岩波少年文庫　2001
- 『アイアンマン 五つの夜の物語』橋本雄一訳　篠崎書林　1980
- 『ネス湖のネッシー大あばれ』丸谷才一訳 小学館　1980　歴史的仮名づかひの絵本
- 『テド・ヒューズ詩集』片瀬博子編訳　土曜美術社　1982　世界現代詩文庫
- 『詩の生まれるとき』沢崎順之助訳　南雲堂　1983
- 『アイアン・マン 鉄の巨人』神宮輝夫訳 講談社　1996
- 『そらとぶいぬ』長田弘訳　メディアファクトリー　1999
- 『誕生日の手紙 詩集』野仲美弥子訳　書肆青樹社　2003　世界詩人叢書12

## 関連書籍
- 皆見昭『詩人の素顔 シルヴィア・プラスとテッド・ヒューズ』研究社出版 1987